# Saint-Valery-en-Caux
Saint-Valery-en-Caux är en kommun i departementet Seine-Maritime i regionen Normandie i norra Frankrike. Kommunen ligger i kantonen Saint-Valery-en-Caux som tillhör arrondissementet Dieppe. År 2022 hade Saint-Valery-en-Caux 3 884 invånare.

## Befolkningsutveckling
Antalet invånare i kommunen Saint-Valery-en-Caux
| Referens: INSEE |